# Pièce de 20 dollars américains Liberty Head
La pièce de 20 dollars américains Liberty Head ou double eagle Liberty Head ou double eagle Coronet est une pièce d'or américaine de vingt dollars frappée comme une pièce modèle en 1849, et à des fins commerciales de 1850 à 1907. Elle est conçue par James B. Longacre, graveur en chef de la Monnaie des États-Unis.
La plus grande dénomination de pièce de monnaie autorisée par la loi sur la Monnaie de 1792 est l'eagle, une pièce de dix dollars. La grande quantité de lingots ramenée à l'est après la découverte de l'or en Californie dans les années 1840 conduit le Congrès à envisager de nouvelles dénominations de pièces d'or. Le dollar en or et le double eagle en résultent. Après de nombreuses luttes internes à la Monnaie de Philadelphie, James B. Longacre, graveur en chef, la conçoit et elle commence à être émise à des fins commerciales en 1850. Seule une pièce de 1849 est connu pour avoir survécu, et elle se trouve dans la collection numismatique nationale du Smithsonian.
La pièce connaît un succès immédiat ; les commerçants et les banques l'utilisent. Elle est frappée jusqu'à son remplacement par le double eagle Saint-Gaudens en 1907, et beaucoup sont fondues lorsque le président Franklin D. Roosevelt rappelle les pièces d'or du public en 1933. Des millions de double eagles sont envoyés à l'étranger dans le cadre de transactions internationales tout au long de son existence pour être fondus ou placés dans des coffres de banque. Beaucoup de ces derniers sont maintenant rapatriés pour répondre à la demande des collectionneurs et de ceux qui souhaitent détenir de l'or.

## Contexte
Selon la loi sur la Monnaie de 1792, la pièce de plus grande dénomination est l'eagle (10 $) en or. Il existe également un half-eagle (5 $) et un quarter eagle (2,50 $). Pour des raisons économiques, une grande quantité de lingots quitte les États-Unis pendant une grande partie du XVIIIe siècle et du XIXe siècle. La taille de l'eagle le rend pratique pour les transactions internationales, et face à la probabilité que la plupart de ceux qui sont frappés soient exportés, le directeur de la Monnaie Elias Boudinot met fin à sa production en 1804. En 1838, la frappe des pièces reprend après que le Congrès révise le poids et la finesse des pièces d'or américaines. Le nouvel eagle est frappé selon un dessin de Christian Gobrecht, l'un des graveurs de la Monnaie.
En 1836, le Public Ledger, un journal de Philadelphie, propose l'émission d'un dollar en or et d'une pièce de vingt dollars ; ils écrivent à propos de cette dernière : « Vingt [dollars en argent] sont une gêne dans une poche ... si nous devons avoir des pièces plus grandes, qu'elles soient en or. En plus de l'eagle, qui a la taille du demi-dollar, nous recommanderions le double eagle, qui [serait] de la taille de notre dollar en argent, [et] aurait la valeur de vingt ». D'autres perçoivent la nécessité d'une grande pièce d'or américaine à utiliser dans les transactions internationales, car les commerçants américains utilisent parfois des pièces d'or d'Amérique latine de grande valeur à cette fin.
Aucune proposition pour une pièce en or de vingt dollars n'est envisagée avant la ruée vers l'or en Californie, qui débute en 1848 et augmente considérablement la quantité de métal disponible aux États-Unis. L'augmentation de l'approvisionnement en or fait que les pièces d'argent valent plus que leur valeur nominale, et elles sont fortement exportées, suscitant un nouveau soutien en faveur d'un dollar en or pour prendre leur place dans le commerce. La quantité d'or rend souhaitable une dénomination plus importante, afin de convertir plus efficacement l'or en pièces. En janvier 1849, le député de Caroline du Nord, James Iver McKay, modifie sa législation précédemment introduite pour un dollar en or afin d'inclure un double eagle. Il écrit au directeur de la Monnaie, Robert M. Patterson, qui répond : « il ne peut y avoir aucune autre objection au double eagle sauf qu'il n'est pas nécessaire. Ce sera une belle pièce, entre le demi-dollar et le dollar, en taille ».
Inquiet de l'opposition probable des whigs au projet de loi sur la monnaie, McKay convainc son collègue démocrate, le sénateur du New Hampshire Charles Atherton, de présenter le projet de loi au Sénat le 1er février 1849 — Atherton est président du Comité des finances du Sénat. McKay présente une version du projet de loi à la Chambre le 20 février ; le débat commence le même jour. Le dollar est critiqué au motif qu'il serait trop petit ; le double eagle au motif qu'il s'userait fortement en circulation et deviendrait léger. McKay ne répond pas de manière substantielle, mais déclare que si personne ne veut de ces dénominations, elles ne seraient pas demandées à la Monnaie et ne seraient pas frappées. Joseph Reed Ingersoll, représentant de la Pennsylvanie et membre du parti Whig, s'oppose au projet de loi, notant que Patterson est contre les nouvelles dénominations. Ingersoll déclare qu'une pièce de vingt dollars serait « doublée dans une taille massive et sans précédent ». Néanmoins, le projet de loi prévoyant l'émission du dollar en or et du double eagle est adopté par une large majorité dans les deux chambres et est signé par le président James K. Polk le 3 mars 1849. Selon le numismate David Lange, « le double eagle est une pièce de banquier destinée à simplifier les transferts de grosses sommes entre les institutions financières et entre les nations ».

## Préparation
L'acte autorisant le dollar en or et le double eagle provoque un conflit à la Monnaie de Philadelphie. Les officiers, dont le chef monnayeur Franklin Peale, sont principalement des amis et des proches du directeur Robert M. Patterson. L'intrus parmi eux est le graveur en chef James B. Longacre, successeur de Christian Gobrecht, décédé en 1844. Ancien graveur de plaques de cuivre, Longacre est nommé grâce à l'influence politique du sénateur de Caroline du Sud, John C. Calhoun. Patterson méprise Calhoun, et Longacre devient un solitaire à la Monnaie. La plupart des tâches formelles de Peale sont effectuées par son prédécesseur, Adam Eckfeldt, qui continue à faire le travail de chef monnayeur malgré sa retraite. Peale passe le temps libre ainsi obtenu à diriger une entreprise privée de médailles, prenant des commandes du public et utilisant les installations du gouvernement, y compris son tour à portrait Contamin (en). Cette machine, utilisée dans le travail de médaille de Peale, est nécessaire pour réduire les modèles des nouvelles conceptions à des réductions de la taille d'une pièce de monnaie à partir desquelles des coins peuvent être fabriqués. Tant qu'aucune nouvelle conception de pièce n'est nécessaire, les coins peuvent être reproduits mécaniquement, sans utiliser le dispositif Contamin. Bien qu'appartenant à son département, Longacre n'utilise pas souvent le tour jusqu'à ce que le Congrès ordonne que les deux nouvelles pièces soient frappées.
Lorsque Longacre commence à travailler sur les deux nouvelles pièces au début de 1849, il n'a pas d'assistants. Il termine d'abord le travail sur le dollar en or, désirant montrer qu'il peut créer un dessin de pièce. En mai, il demande à Patterson d'embaucher un autre graveur pour l'aider. Le directeur refuse, acceptant seulement de sous-traiter le travail de gravure. Cela ne satisfait pas Longacre, qui est responsable, en vertu de la loi, de l'exécution correcte des coins, et qui ne peut pas superviser le travail extérieur.
Alors que Longacre travaille sur le dessin du double eagle, selon le numismate Walter Breen, « Peale, avec l'approbation tacite de Patterson, commence le harcèlement ». Longacre prépare un grand modèle de la nouvelle pièce en cire et reçoit l'instruction de le remettre à Peale pour qu'il puisse préparer un galvano métallique, qui pourrait être utilisé dans le tour. L'opération échoue, et le modèle de Longacre est détruit. Cependant, Longacre a réalisé un moulage en plâtre de son modèle et peut l'utiliser dans la machine. La matrice d'acier résultante doit être durcie dans le département de Peale; comme le dit Longacre, « elle s'est malheureusement fendue dans le processus ». Selon l'historien numismatique Don Taxay, « l'adoption par Peale d'un processus normalement non utilisé à la Monnaie, associée à ses échecs catastrophiques, semble plus que fortuite ».
Longacre se lance dans une troisième tentative pour créer une matrice. Il est gêné non seulement par l'opposition continue de Peale, mais aussi par un éclairage insuffisant et des émanations toxiques qui pénétrent dans son bureau à la Monnaie de Philadelphie. Un ami, le graveur new-yorkais Charles Cushing Wright (en), convainc Peter F. Cross (en) d'aider Longacre à fabriquer des moyeux et des matrices. Cross réalise la première matrice de l'avers en novembre et décembre 1849 sur instruction de Longacre, et le graveur en chef réalise le revers. Le 22 décembre 1849, Patterson écrit au secrétaire du Trésor William M. Meredith que les matrices sont terminées. Il joint un double eagle, demandant à Meredith, s'il approuve la pièce, de le faire savoir le plus rapidement possible pour permettre la frappe en quantité des pièces de 1849. Avant qu'une réponse puisse être reçue, Peale fait objection le 24 décembre, se plaignant que le relief de la tête de la Liberté est si élevé que les pièces frappées avec la machinerie à vapeur de la Monnaie de Philadelphie ne peuvent pas pleinement mettre en valeur le dessin, la pièce envoyée à Meredith ayant été frappée sur une presse à médailles, à la main. De plus, Peale allègue qu'à cause du relief élevé, les pièces ne s'empileraient pas. Patterson envoie la lettre de Peale à Meredith le 25 décembre, notant que cela entraînerait un retard considérable.
Longacre achève les matrices à relief plus bas vers le 12 janvier 1850. Peale ne les teste pas pendant deux semaines ; lorsqu'il le fait, il les rejette, affirmant que la tête de la Liberté est en opposition avec l'aigle au revers, rendant difficile la mise en valeur complète du dessin. Il déclare que Longacre doit déplacer la position de la tête. Longacre, outré, fait appel au directeur Patterson, qui n'agit pas, mais au début du mois suivant, il vient voir Longacre dans son bureau. Il dit au graveur que l'administration Taylor — qui est entrée en fonction en mars 1849 — a décidé du renvoi de Longacre, et l'encourage à soumettre sa démission le plus rapidement possible. Longacre ne démissionne pas mais se rend à Washington pour voir le secrétaire Meredith. Il découvre que Patterson a menti à Meredith sur plusieurs points. Par exemple, lorsque Longacre sort un nouveau double eagle de sa poche, Meredith exprime sa surprise, croyant que les matrices avec lesquelles il est frappé sont brisées. Longacre conserve son emploi.
Selon l'auteur numismatique Q. David Bowers, le dernier ensemble de matrices de Longacre est terminé en février 1850 et est accepté. Breen, cependant, déclare que les premières pièces de production apparaissent vers le 26 janvier 1850. Seul un double eagle de 1849 est connu ; il fait partie de la Collection numismatique nationale de la Smithsonian Institution. La pièce envoyée à Meredith est introuvable et aurait été possédée dans les années 1950 par le marchand de pièces de monnaie William K. Nagy, dont l'ancien associé, John W. Haseltine, l'aurait acquis auprès de la succession Meredith. Nagy prétend l'avoir vendue à un collectionneur privé. Une pièce de 1849, en laiton doré, aurait ensuite été frappée pour le pharmacien et numismate de Philadelphie, Robert Coulton Davis, qui entretenait des liens étroits avec la Monnaie. Sa localisation est également inconnue.

## Dessin
L'avers représente une tête de Liberté dans le style gréco-romain, tournée vers la gauche, avec ses cheveux tirés en arrière — selon les numismates Jeff Garrett et Ron Guth, « de manière attrayante » — dans un chignon. Certains de ses cheveux descendent dans le dos. Elle porte une couronne, sur laquelle est inscrit « LIBERTY », et est entourée de treize étoiles, représentant les États d'origine, ainsi que l'année d'émission. Le revers présente un aigle héraldique, tenant un double ruban, sur lequel est inscrit « E PLURIBUS UNUM ». Le double ruban est une allusion de Longacre à la dénomination de la pièce qu'il conçoit. Le dessin est une variante du Grand sceau des États-Unis ; l'aigle protège un écusson, qui représente la nation, et tient une branche d'olivier et des flèches. Au-dessus de l'oiseau, Longacre place de nouveau treize étoiles, disposées en forme de halo, avec un arc de rayons.
Les initiales de Longacre, « JBL », apparaissent sur la base de la tête. Le dollar en or et la pièce de vingt dollars sont les premières pièces fédérales américaines sur lesquelles les initiales du concepteur apparaissent — sur le dollar en or, seule la lettre « L » est utilisée. Les dessins de Longacre pour le double eagle et le dollar en or de type I (1849–1854) sont similaires.
L'historien de l'art Cornelius Vermeule n'aime pas la pièce de 20 dollars et les autres pièces de Longacre montrant la Liberté, les qualifiant de routinières. Il trouve cependant que le revers « a quelques points louables d'imagerie héraldique » et assimile cette face de la pièce à « la page de titre d'une brochure patriotique ». Le Daily Alta California en mai 1850 reproduit un article d'un journal de l'Est non nommé, qui diit de la nouvelle pièce, « nous ne pouvons pas dire que nous l'admirons... [l'aigle au revers est] imparfaitement formé, et gâché par quelque fioriture adjacente censée représenter la radiance, nous supposons, par quoi l'ensemble est rendu confus ». Le Journal of Commerce, une revue new-yorkaise, suggère que la pièce soit remplacée par une autre, montrant George Washington d'un côté et de l'autre « un bel aigle se tenant comme s'il n'avait pas honte de lui-même ». Le Boston Evening Transcript (en) suggère que les autorités de la Monnaie doivent « arrêter l'émission de cette pièce très médiocre. Le directeur de la Monnaie semble être complètement dépourvu de goût pour permettre qu'un spécimen aussi médiocre sorte ». Q. David Bowers, écrivant en 2004, déclare que malgré la réaction négative de l'époque, le dessin du double eagle est maintenant très populaire parmi les collectionneurs.

## Production

### Type I (1850–1866)

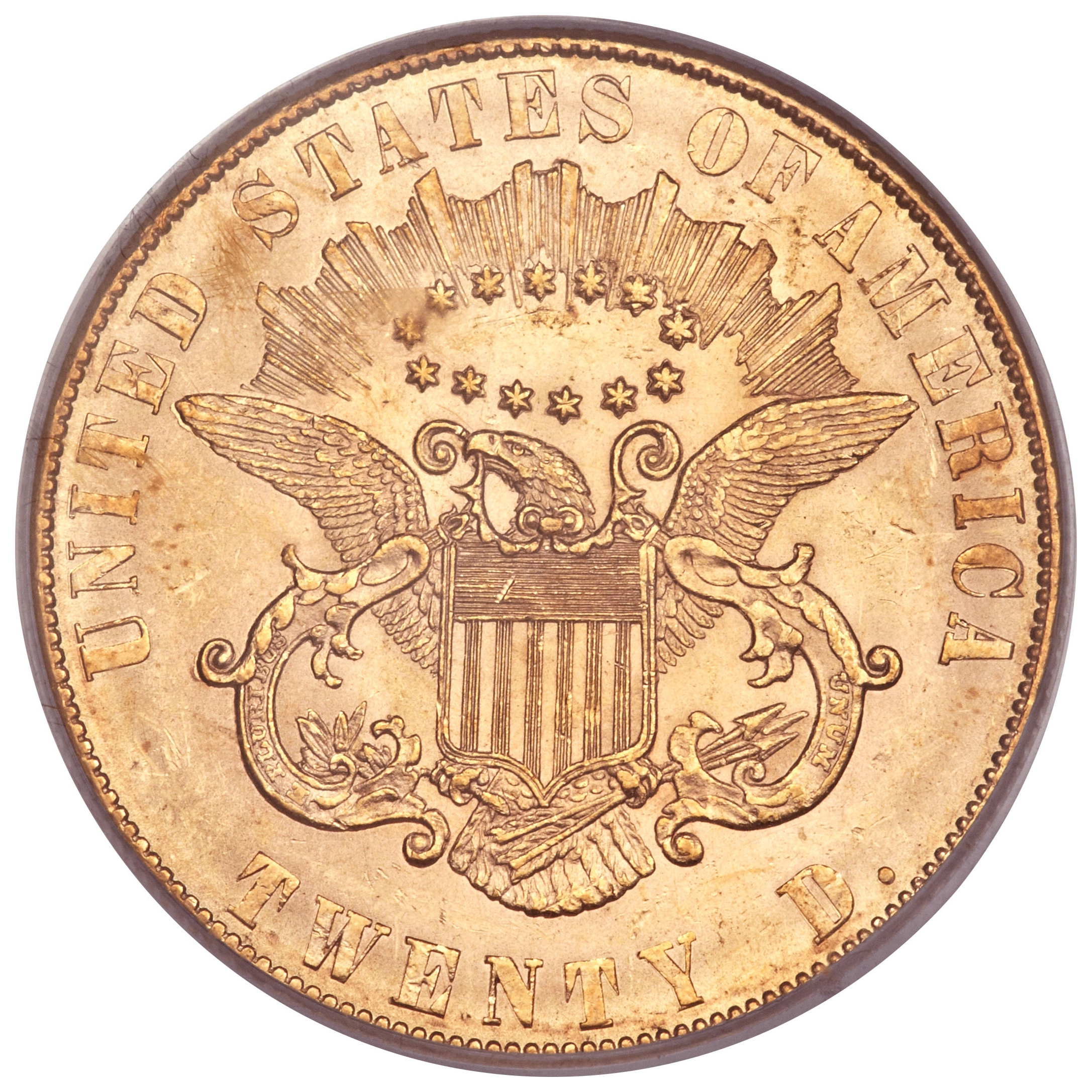
Le revers de la pièce de 1861.

Le double eagle devient rapidement la pièce d'or la plus populaire en termes de nombre de pièces frappées. Pendant la durée de vie de la dénomination, de 1850 à 1933, beaucoup plus d'or est frappé en double eagle que dans toutes les autres dénominations combinées. De toutes les pièces d'or frappées depuis le début de la frappe de pièces d'or pour la circulation en 1795 jusqu'à la fin en 1933, un peu moins de la moitié des pièces frappées sont des double eagle, mais 78 % de l'or utilisé est frappé en pièces de vingt dollars. Selon Bowers, la pièce « représente la manière la plus efficace de frapper une quantité donnée de lingots d'or sous forme de pièce ».
La production régulière commence avec la frappe d'un peu plus d'un million d'exemplaire à Philadelphie en 1850 et de 141 000 à la Monnaie de La Nouvelle-Orléans la même année. Des double eagle sont frappés à La Nouvelle-Orléans chaque année de 1850 à 1861, généralement en petites quantités. Dans les premières années du double eagle Liberty Head, lorsque aucune monnaie n'est présente dans l'Extrême-Ouest, une partie de l'or de Californie y est présentée pour être frappée en pièces de 20 dollars. Une fois que la Monnaie de San Francisco ouvre, en 1854, les frappes de La Nouvelle-Orléans diminuent, car la plupart du temps seul l'or local est déposé, et il n'y en a pas beaucoup. La Monnaie de Philadelphie continue à recevoir une grande partie de l'or de Californie. Après que la Louisiane se soit séparée de l'Union en 1861, certains des double eagles de La Nouvelle-Orléans de cette année-là, bien qu'arborant les dessins standard, sont frappés sous l'autorité de l'État de Louisiane, et plus tard, de la Confédération. Cette monnaie ferme ensuite, rouvrant en 1879. Les succursales de Charlotte et de Dahlonega, qui ferment également avec la Guerre civile, disposent d'installations de frappe limitées et ne frappent aucune dénomination supérieure à un half eagle.
Une pénurie de pièces d'or a lieu en Californie et dans l'Extrême-Ouest au début des années 1850 ; les autorités fédérales refusent d'accepter de la poussière d'or comme paiement des droits de douane, et des ateliers privés prennent rapidement le relais. Le sénateur de Californie William Gwin propose une législation pour établir des bureaux d'essai en Californie et pour l'émission de pièces d'or de grande dénomination, aussi importantes que 10 000 $. Bien que la plupart de ses propositions soient rejetées, un bureau d'essai est établi à San Francisco. Néanmoins, deux vagues de panique liées à la monnaie secouent la Californie, et en 1852, le Congrès établit la Monnaie de San Francisco. Le premier double eagle y est frappé le 3 avril 1854 ; frappé en état belle épreuve, cette pièce fait maintenant partie de la Collection numismatique nationale. Un peu plus de la moitié des double eagle frappés entre 1850 et 1933 le sont à San Francisco.
Le mot « LIBERTY » sur les pièces entre 1850 et 1858 est à l'origine orthographié avec deux « L » par Longacre, qui convertit le deuxième « L » en un « I » ; cela est visible sous grossissement. En 1860, l'assistant graveur Anthony C. Paquet réalise une révision du revers, avec des lettres plus hautes et plus étroites. Après le début de la production au début de 1861 à Philadelphie et à San Francisco, il est remarqué que le design manque d'une bordure assez haute pour protéger le dessin de l'abrasion, et la Monnaie revient au revers précédent. Seule une poignée des spécimens de Philadelphie ne sont pas fondus, mais au moment où la nouvelle parvient à San Francisco d'arrêter la production, la succursale de l'ouest a déjà émis 20 000 pièces. Un spécimen de Philadelphie se vend aux enchères pour 1 610 000 $ en août 2006, établissant un record pour la série des double eagles Liberty Head. En février 2013, une pièce de 1866-S sans la devise E PLURIBUS UNUM est découvert dans le Gold Country sur le versant ouest de la Sierra Nevada en Californie. Seul un très petit nombre de pièces belle épreuve de la série est frappé pour la vente au public, à partir de 1858, à Philadelphie ; Breen note que « peu de collectionneurs peuvent se les permettre, même à l'époque ».

### Type II (1866–1876)
Avec le pays en plein cœur d'une guerre interne, en novembre 1861, le secrétaire du Trésor Salmon P. Chase reçoit une proposition selon laquelle la Monnaie américaine devrait porter une expression de foi en Dieu. Après avoir examiné divers libellés, « In God We Trust est placé sur la nouvelle pièce de deux cents en 1864. La loi du 3 mars 1865, qui autorise la pièce de trois cents en cuivre-nickel, exige également que la devise apparaisse sur toutes les pièces assez grandes pour la porter. Conformément à cette exigence, Longacre commence à regraver les différentes dénominations de la monnaie américaine. En 1866, il a ajouté la devise à toutes les pièces qui ne l'ont pas déjà, à l'exception des pièces de diamètre inférieur au nickel, une pièce qui commence à être frappée cette année-là. La Monnaie de San Francisco utilise les coins de revers de double eagle restants de 1865 avant de passer à d'autres pendant 1866.
Longacre effectue l'ajout requis au double eagle en agrandissant légèrement le cercle d'étoiles au revers et en plaçant la devise à l'intérieur. Il saisit l'occasion pour apporter d'autres changements. Le bouclier au revers est doté de côtés rococo ; auparavant, ils sont droits. Une neuvième feuille est ajoutée à la branche d'olivier, et la forme des feuilles est modifiée. Les extrémités du ruban sont rendues plus petites bien que plus élaborées — sur celui de gauche, les extrémités touchent moins les lettres « ibus » dans Pluribus qu'auparavant. Les ailes de l'aigle et les plumes de sa queue sont également légèrement allongées.
En 1870, la Monnaie de Carson City ouvre ses portes dans le Nevada à la demande des intérêts miniers argentifères, afin que le minerai puisse être raffiné et transformé en pièces localement,. En plus de l'argent, elle frappe des half eagles, des eagles et des double eagles en or. Le double eagle de 1870-CC, comme les autres pièces de cette première année d'exploitation de cette Monnaie, est une grande rareté — seulement 3 789 sont frappés —. dont un exemplaire se vend aux enchères en mars 2009 pour 414 000 $. Les pièces de Carson City circulent principalement localement, car elles ne sont frappés qu'en réponse au dépôt de lingots d'or et à la demande du déposant de les frapper en pièces de vingt dollars. Une production importante de la pièce a lieu à San Francisco et satisfait les besoins des Californiens et de ceux engagés dans le commerce d'exportation. Comme l'or ne circule pas à l'Est, la plupart des pièces de Philadelphie de cette époque sont soit envoyées à l'ouest, soit exportées et fondues.
En novembre 1872, William Barber, graveur en chef et successeur de Longacre, soumet un ensemble de logos pour montrer à quoi ressemblerait la date de l'année suivante sur la monnaie. Ils sont approuvés, mais le 18 janvier 1873, A. Loudon Snowden, graveur en chef adjoint, dépose une plainte écrite, affirmant que le « 3 » de la date ressemble trop à un « 8 ». On ordonne à Barber de refaire son travail ; cette décision affecte la plupart des dénominations des pièces de monnaie américaines. Les différences entre le « 3 fermé » et le « 3 ouvert » sur le double eagles sont minimes. Une différence est que sur le « 3 fermé », les deux boutons du « 3 » sont de taille égale ; sur le « 3 ouvert », celui du haut est quelque peu plus petit. Toutes les émissions de Carson City et la plupart de San Francisco de cette année-là sont des « 3 fermés ».

### Type III (1877–1907)

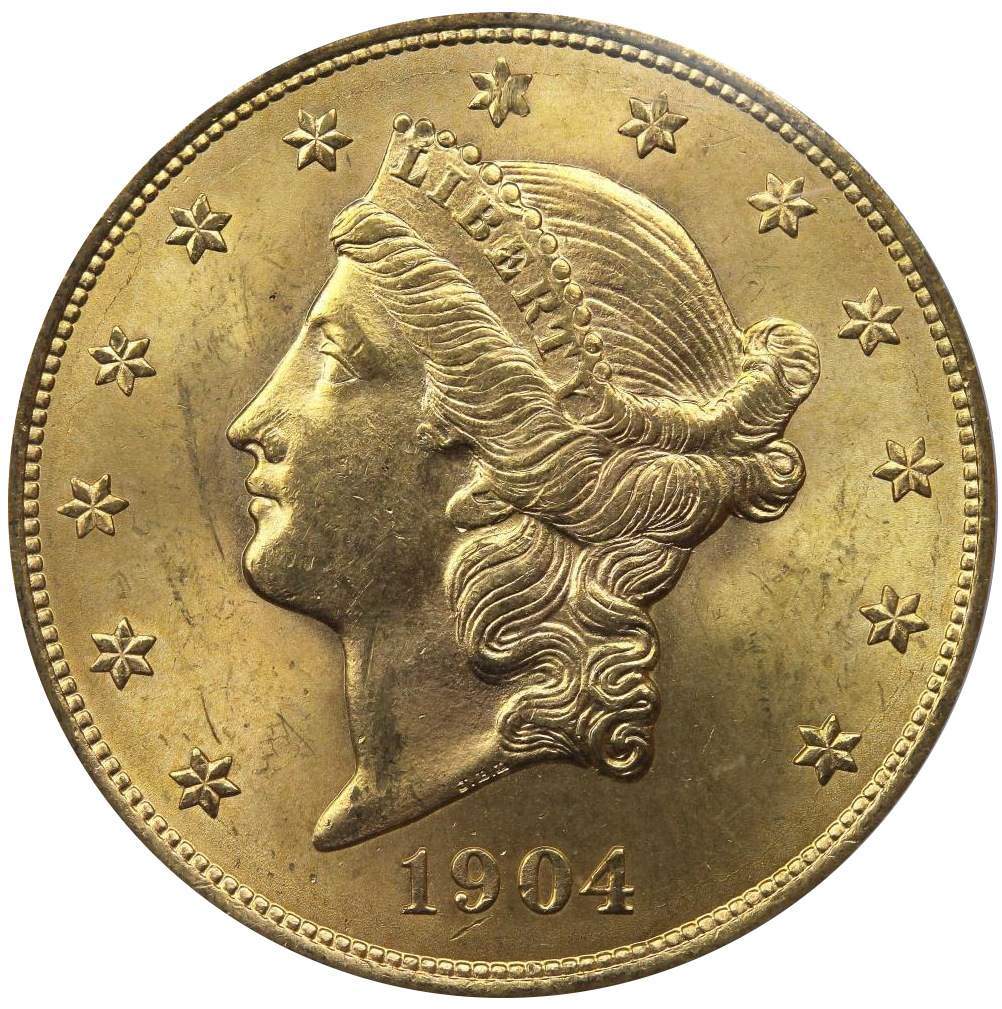
L'avers de 1904. Les modifications de William Barber laissent plus de place pour la date.

En 1876, William Barber modifie le revers du double eagle, renforçant l'inscription In God We Trust. Les deux variantes sont connues sous les noms de types Heavy Motto (devise lourde) et Light Motto (devise légère). Il apporte des changements plus importants pour la production de l'année suivante. Il tronque le cou de la Liberté à un angle plus prononcé pour permettre plus d'espace pour la date, qui est poinçonnée à la main dans les coins. Dans la version originale de Longacre, l'extrémité de la couronne est très proche de la septième étoile dans le sens des aiguilles d'une montre à partir de la date ; à partir de 1877, elle pointe entre la sixième et la septième étoile. Un changement plus visible est apporté au revers, où la dénomination, autrefois TWENTY D., est écrite en toutes lettres TWENTY DOLLARS. La phrase E pluribus unum, sur le ruban que l'aigle porte, est agrandie. Les nouveaux coins posent initialement des problèmes à la Monnaie et Barber apporte des ajustements mineurs au design au cours des premiers mois de production.
De nombreux double eagles sont frappés à San Francisco entre 1877 et 1883. À partir de 1881, la production à Philadelphie est fortement réduite. Pendant les sept années 1881–1887, seuls 4 521 exemplaires sont fabriqués dans cette Monnaie pour la circulation, aucun n'étant frappé en 1882, 1883 et 1887. Ils sont frappés chaque année en qualité belle épreuve à Philadelphie : les éditions 1883 (92), 1884 (71) et 1887 (121) sont de grandes raretés. La frappe de 2 325 exemplaires à La Nouvelle-Orléans en 1879, les seules frappes d'après-guerre là-bas, est inexpliquée — Walter Breen suggère que le surintendant de la Monnaie locale aurait pu anticiper la demande pour cette dénomination. Les double eagles sont impopulaires dans le commerce dans le Sud, tout comme les eagles. Des millions de double eagles sont envoyés en Europe en paiement lors de transactions internationales à partir des années 1880, souvent dans des sacs en toile contenant 250 pièces, pour un total de 5 000 $ par sac.

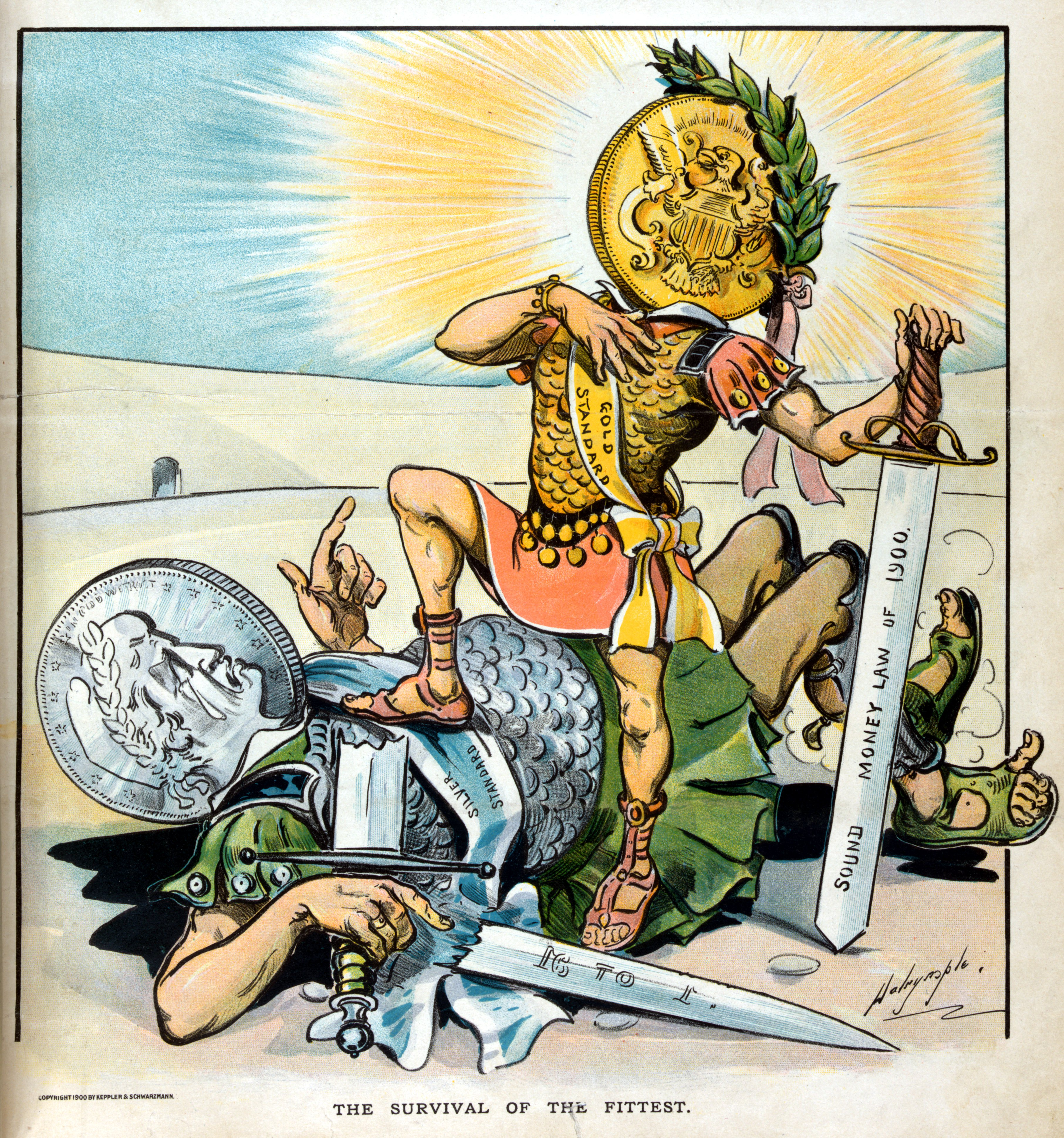
Un dessin humoristique de 1900 du magazine Puck montre l'étalon-or, représenté par le double eagle, triomphant de l'étalon-argent.

En 1900, le successeur de William Barber en tant que graveur en chef, son fils Charles E. Barber, ajuste légèrement le design ; d'autres modifications apportées aux pièces de monnaie américaines à cette époque suggèrent qu'il l'a très probablement fait dans le cadre d'un plan visant à regraver toutes les dénominations. Le changement le plus significatif apporté est l'adoucissement de l'arrière du cou de l'aigle. En 1904, la Monnaie établit des records de production de double eagles : 6 256 699 à Philadelphie et 5 134 175 à San Francisco — des sommets pour la série pour ces Monnaies. La seule production plus élevée après la fin de la série Liberty Head est le nombre de 8 816 000 de Philadelphie en 1928.
La découverte de l'or à Cripple Creek, dans le Colorado, en 1891, conduit à une ruée vers l'or. La plus grande disponibilité de l'or au Colorado est l'une des raisons pour lesquelles la Monnaie de Denver est autorisée en 1904 — elle ouvre en 1906. Environ une douzaine de pièces de monnaie sont frappées à des fins de présentation à des dignitaires lorsque la production de double eagles est inaugurée à Denver le 4 avril 1906.

### Remplacement
En 1904, le président Theodore Roosevelt se plaint à son secrétaire au Trésor, Leslie M. Shaw, des dessins sur la monnaie américaine et demande si un sculpteur tel que l'ami du président, Augustus Saint-Gaudens, peut être engagé pour fournir des dessins beaux et modernes.
L'année suivante, la Monnaie engage Saint-Gaudens pour créer de nouveaux dessins pour les quatre pièces d'or alors en circulation, ainsi que pour le cent. D'autres engagements le retardent, et à mesure qu'il tombe de plus en plus malade du cancer qui va le tuer, son travail ralentit. Le graveur en chef Barber s'oppose à plusieurs reprises au dessin que Saint-Gaudens finit par soumettre, montrant la Liberté marchant sur un éperon rocheux, sous prétexte que son relief est trop élevé. Après la mort de Saint-Gaudens le 3 août 1907, Barber produit sa propre version en bas-relief de la pièce de Saint-Gaudens. Sa frappe commence fin 1907 et la pièce entre en circulation en décembre de la même année, mettant ainsi fin à la série du double eagle Liberty Head.

## Collection
De grandes quantités de pièces sont fondues dans les années 1930 par le gouvernement après leur rappel sous la présidence de Franklin D. Roosevelt. Bien que de nombreux double eagles exportés en vrac à la fin du XIXe siècle et au début du XXe siècle soient fondus — les archives montrent que la plupart de ceux envoyés au Royaume-Uni sont refondus en souverains — des millions restent dans les banques. De grandes quantités sont découvertes dans les coffres des banques européennes à partir des années 1940 et sont mises sur le marché numismatique. De nombreux double eagles Liberty Head communs et de bas grade sont vendus comme investissements, évalués en fonction de leur contenu en lingots. Ceux de type I sont récupérés dans des épaves, mettant sur le marché de nombreux spécimens anciens de haute qualité, avec le romantisme des « pièces au trésor » augmentant la demande du public.
Au XIXe siècle, les double eagles sont peu collectionnés. Les numismates ne considèrent pas encore les pièces marquées d'un différent de la Monnaie comme distinctes de celles sans poinçon. Même les pièces de monnaie de qualité numismatique — avec des frappes parfois seulement de quelques dizaines ou centaines d'exemplaires — se vendent sur le marché secondaire à peine au-dessus de leur valeur faciale, et probablement beaucoup sont dépensées dans des périodes difficiles. En 1909, l'écrivain numismate Edgar H. Adams publie un catalogue des émissions d'or américaines. Aucun double eagle Liberty Head n'est considéré par Adams comme valant plus que la valeur qui y est inscrite.
Au fur et à mesure qu'il devient clair dans les années 1940 que le retrait des pièces d'or en 1933 rend plusieurs double eagles de Saint-Gaudens de fin de période inattendument rares, l'intérêt des collectionneurs pour la dénomination augmente. L'importation massive de pièces détenues à l'étranger une fois que les Américains sont autorisés à posséder de l'or à nouveau en 1974 ajoute à l'offre, mais selon l'écrivain numismate et marchand de pièces Q. David Bowers, « aujourd'hui ils sont d'une telle popularité, fascination et intérêt que les prix records atteints [lors d'une vente importante en 1949] semblent être d'incroyables bonnes affaires ! ».
Il existe de nombreuses façons de collectionner les pièces de vingt dollars Liberty Head. Certains, ne souhaitant avoir que quelques pièces, peuvent choisir une de chacun des trois principaux types, ou rechercher des pièces frappées par les cinq Monnaies. Les pièces de Carson City sont très populaires. Comme le 1870-CC est presque introuvable, les collectionneurs peuvent se limiter aux pièces de type III de Carson City (1877-1893). Les collectionneurs cherchant un exemplaire par année d'émission trouveraient coûteux de compléter celle de 1886, une année où les double eagles ne sont frappés qu'à Philadelphie, et seulement 1 000 pièces destinées à la circulation et 106 pièces de qualité belle épreuve sont émises. L'édition 2015 du Guide Book of United States Coins de R.S. Yeoman répertorie le 1886 en condition Very Fine (VF-20) à 22 500 $,.